# Eucalyptus accedens

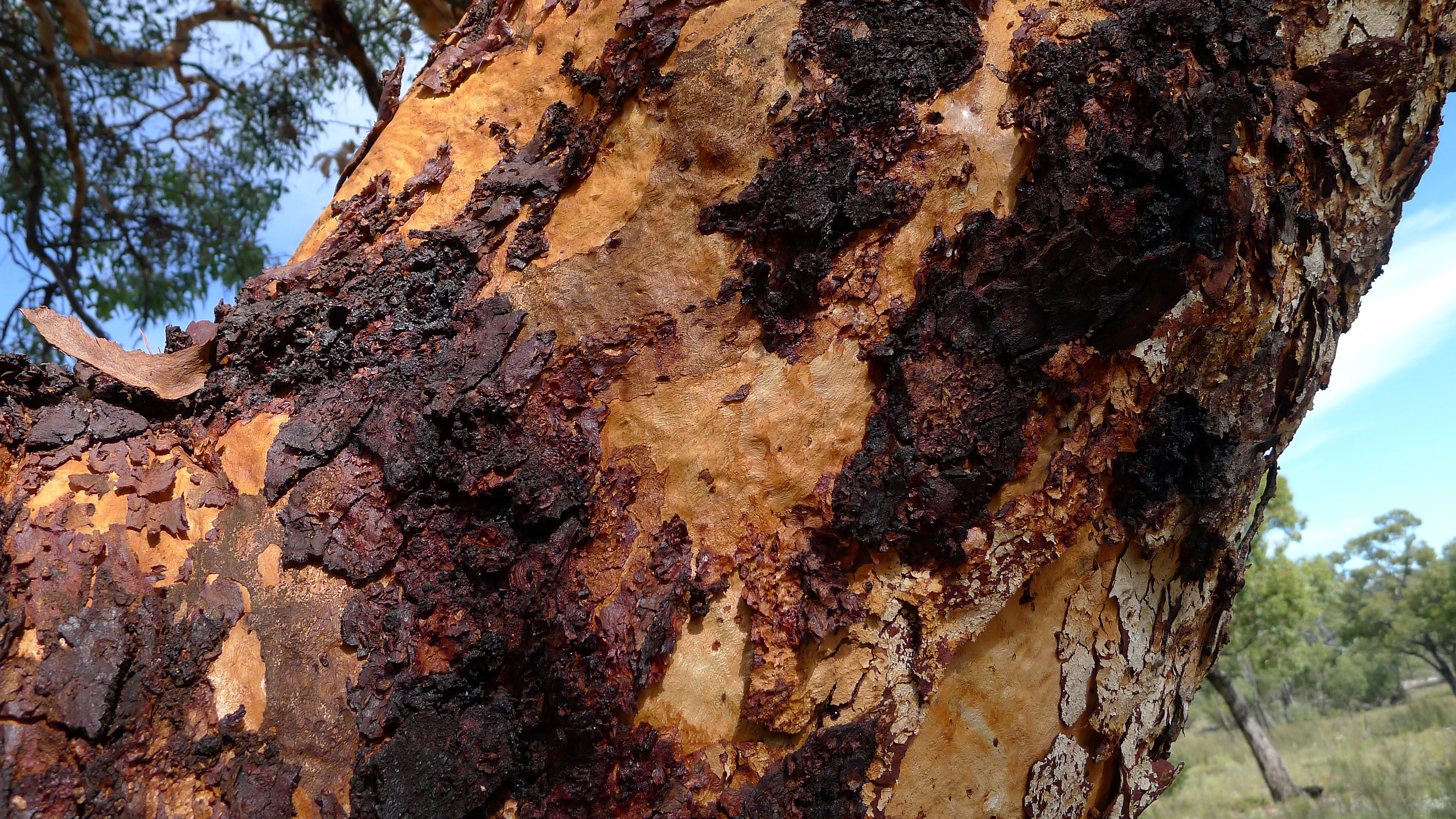
Casca do Eucalyptus accedens

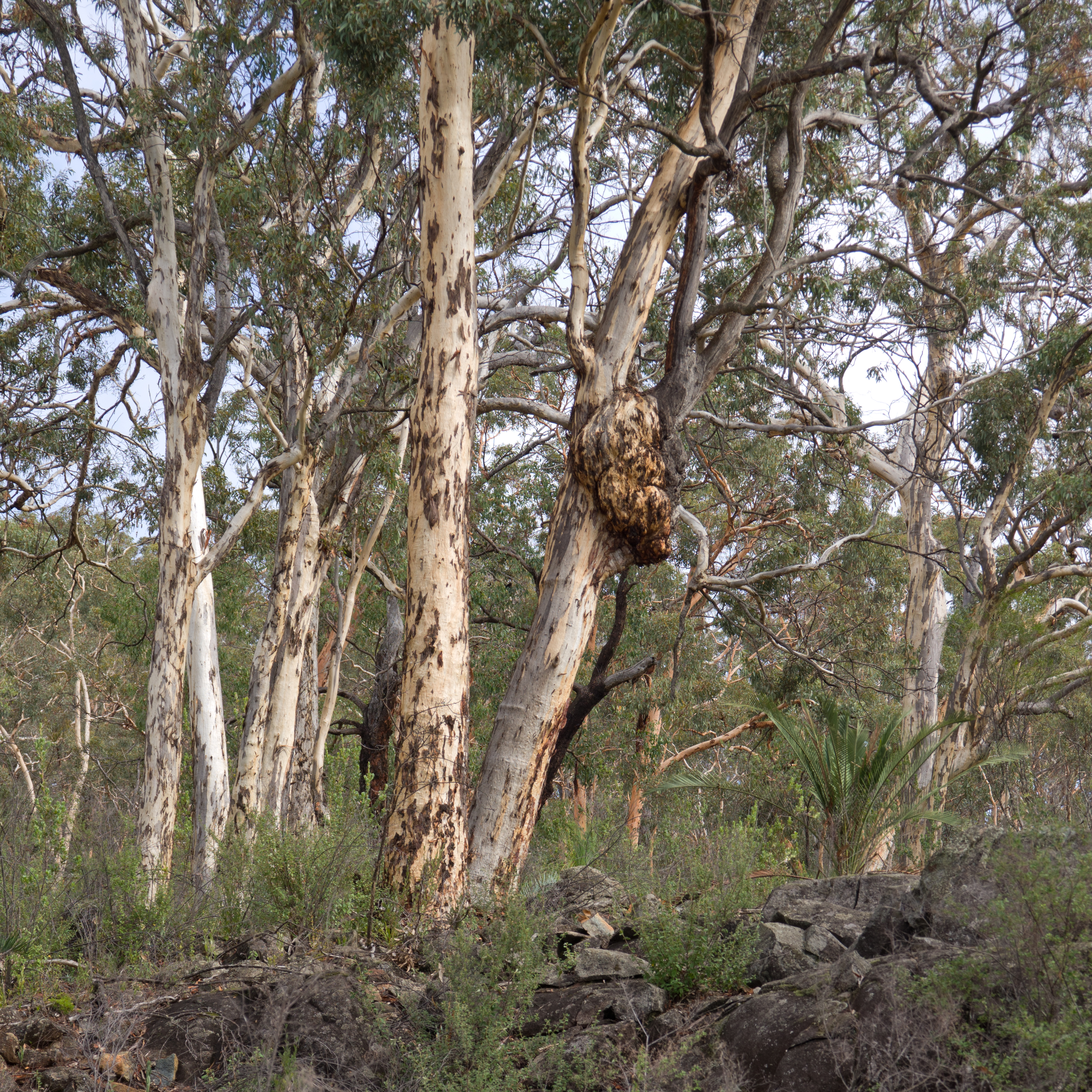
Eucalyptus accedens

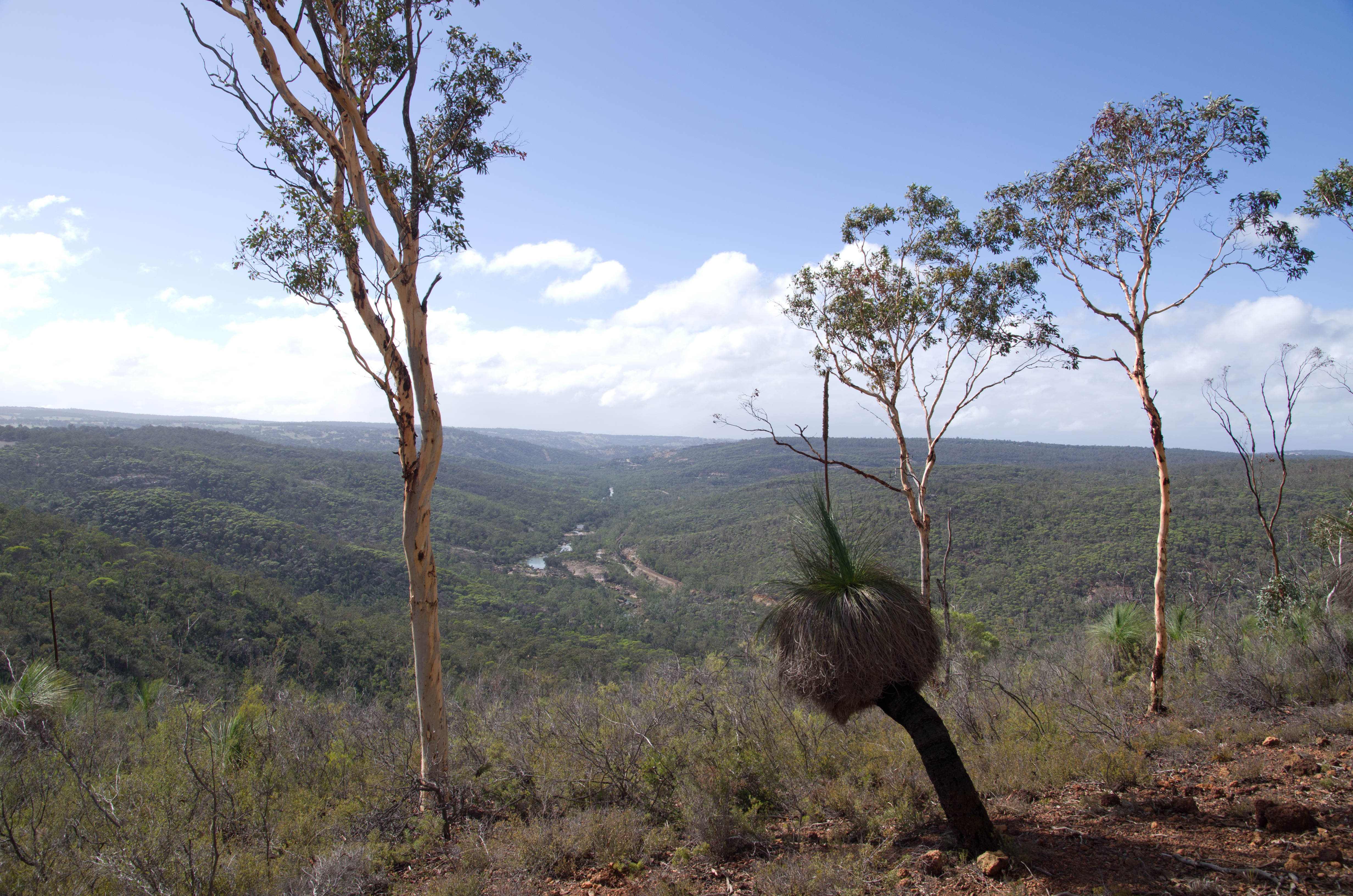
E. accedens com gramíneas em Avon Valley

Eucalyptus accedens é uma espécie de árvore endêmica do sudoeste da Austrália Ocidental. Apesar de seus nomes comuns sugerirem semelhança com o Eucalyptus wandoo, as duas espécies diferem significativamente em termos botânicos. A casca do E. accedens é coberta por um pó semelhante a talco, pelo menos no lado protegido do tronco, e a árvore geralmente cresce sobre laterita em locais mais elevados.

## Descrição
O Eucalyptus accedens é uma árvore que geralmente atinge de 15 a 25 metros de altura, com galhos localizados na parte superior do tronco e formando um lignotúber. Seu diâmetro pode chegar a 1,5 metro, e cavidades se formam facilmente em galhos mortos ou onde ramos caíram. A casca lisa é notável por ser recoberta por um pó semelhante a talco. Quando fresca, é branca-pálida, adquirindo um tom alaranjado antes de ser renovada. As folhas adultas são dispostas alternadamente e têm a mesma cor azul-esverdeada opaca em ambos os lados. A lâmina mede de 8 a 18 cm de comprimento e de 1,2 a 3 cm de largura, com formato lanceolado e ponta afilada. Os pecíolos das folhas têm de 1,3 a 3,2 cm de comprimento.
Flores brancas aparecem entre dezembro e abril. A inflorescência é única e axilar, com um pedúnculo de 0,7 a 1,7 cm de comprimento. Forma gomos pedicelados em grupos de 7, 9 ou 11, com formato cilíndrico a obovoide ou ovoide. Os frutos são pedicelados, cilíndricos a em forma de barril, com largura de 0,5 a 0,9 cm. Contêm sementes marrons de formato ovoide ou ovoide achatado, com 1,5 a 2,5 mm de comprimento.
O Eucalyptus wandoo e o E. accedens têm aparência muito semelhante, mas podem ser distinguidos pelo revestimento em pó alaranjado na casca do E. accedens, que aparece sazonalmente. Este também possui gomos maiores e mais arredondados, além de folhagem juvenil mais arredondada.

## Taxonomia e nomenclatura
O Eucalyptus accedens foi descrito formalmente em 1904 por William Vincent Fitzgerald [en], a partir de espécimes coletados perto de Pingelly [en] no ano anterior. O epíteto específico (accedens) vem do latim e significa "aproximando-se" ou "assemelhando-se", em referência à similaridade da casca desta espécie com a do E. wandoo.

## Distribuição e habitat
O Eucalyptus accedens cresce em solos cascalhosos ou argilo-arenosos sobre laterita. É comumente encontrado em cristas pedregosas ou afloramentos lateríticos e frequentemente acima de povoamentos de Eucalyptus wandoo. Sua distribuição se estende do sudeste de Geraldton, na região de Mid West, ao sul pela Cordilheira Darling até Williams [en], na região do Wheatbelt [en].
Presente em áreas florestais, espécies associadas incluem o E. wandoo, que frequentemente ocorre abaixo do E. accedens no dossel superior, ocasionalmente com E. astringens e, às vezes, com E. marginata na borda oeste. No sub-bosque, arbustos como Hypocalymma angustifolia, Hibbertia hypericoides [en], Hakea lissocarpha [en], Acacia pulchella, Hovea chorizemifolia [en], Gastrolobium microcarpum, Lepidosperma leptostachyum [en] e Bossiaea eriocarpa [en] são frequentemente encontrados.

## Conservação
Este eucalipto é classificado como "não ameaçado" pelo Departamento de Parques e Vida Selvagem do governo da Austrália Ocidental.

## Usos

### Uso em horticultura
O Eucalyptus accedens é hoje amplamente comercializado como árvore ornamental para sombra ou proteção. Sua casca é frequentemente usada para repelir formigas. Tolera uma ampla variedade de tipos de solo, exceto calcários, e é razoavelmente resistente à seca, estando disponível como sementes ou mudas.
O pó acumulado no tronco foi testado como repelente de artrópodes em 2004. Os resultados mostraram que a mortalidade de formigas foi significativamente maior em discos de papel revestidos com o pó do que em discos controle.